# Emerson Bernardes
Emerson Bernardes (Coqueiral, 23 de setembro de 1984) é um cavaquinista e compositor brasileiro. Sua musicalidade engloba o choro, o forró e o samba.
Acompanhou diversos artistas da música popular brasileira, como Fabiana Cozza, Nei Lopes, Dona Ivone Lara, Diogo Nogueira, Xangô da Mangueira, Sombrinha, Luiz Carlos da Vila, Mauro Diniz, Monarco, Velha Guarda da Camisa Verde e Branco, Velha Guarda da Nenê da Vila Matilde.
É integrante dos grupos Pegada de Gorila (samba) e Quarteto Pizindim (chorinho). Participa da roda de samba mensal "Samba na Coxia", criada pela atriz Denise Fraga.

## Biografia

### Início e Mestres
Aos sete anos, se mudou com a família para o bairro de São Mateus, na Zona Leste de São Paulo, onde viveu até os 22. Seu irmão mais velho, Vanderlei, tinha um grupo de samba e choro que era instruído por Everson Pessoa (violão e voz do Quinteto em Branco e Preto), também morador de São Mateus. Aos 15 anos, Emerson Bernardes começou a frequentar a casa de Everson Pessoa, que promovia rodas de samba e choro, e lhe orientava através de testes de percepção auditiva e teoria musical.
Posteriormente, Everson Pessoa formalizou a Orquestra de Samba e Choro de São Mateus, da qual Emerson Bernardes participou como cavaquinista aos 16 anos. A orquestra projetou a música da Zona Leste de São Paulo pela cidade, inclusive no Sesc.
Emerson Bernardes iniciou os estudos profissionais em cavaquinho em 2003, aos 19 anos, com o professor Luizinho 7 cordas (considerado um dos maiores instrumentistas do samba e do choro no Brasil e no mundo). Em 2004, cursou a Escola de Música do Estado de São Paulo – Tom Jobim (EMESP) onde teve aulas com Edmilson Capelupi. Em 2016, realizou uma master class com o professor Messias Brito, tornando-se especialista em cavaquinho.

### Carreira Musical
Em março de 2023, participou do programa Encontro com Patrícia Poeta, da TV Globo, ao lado de Alemão do Cavaco. Passou três vezes pelo Programa Ensaio (transmitido pela TV Cultura e apresentado por Fernando Faro) junto com a Velha Guarda do Império Serrano, o cantor Roberto Silva e o cantor e compositor Mário Sérgio. Em dezembro de 2022, participou do programa Metrópolis, da TV Cultura, ao lado de Nei Lopes.
Na atualidade, participa do grupo de samba Pegada de Gorila com o qual lançou o álbum "Divina Canção" em 2019 e do Quarteto Pizindim, especializado em chorinho e que foi premiado com o 1º lugar Festival Jorge Assad, no ano de 2014. Com o Pizindim, lançou os álbuns “O som que vem do leste” em 2017 e "Memorando", em 2021.
Pelos palcos do Brasil, acompanhou nomes como: Dona Ivone Lara, Fabiana Cozza, Nei Lopes, Xangô da Mangueira, Diogo Nogueira, Sombrinha, Luiz Carlos da Vila, Mauro Diniz, Monarco, Velha Guarda da Camisa Verde e Branco, Velha Guarda da Nenê da Vila Matilde, entre outros. Em 2019, participou do Festival Viola Praieira, em Cumuruxatiba-BA.
Em 2013, participou de duas turnês na Espanha e na Rússia. Em 2016, esteve na Argentina participando do evento “Buenos Aires celebra Brasil” na companhia da cantora Verônica Ferriani.

### Educação Musical
Iniciou em 2003 as atividades na área educacional, como instrutor assistente em oficinas de choro no Sesc Itaquera, durante o projeto Usina de Ideias, de Everson Pessoa, (violão e voz do Quinteto em Branco e Preto).
Atualmente, ministra cursos "Cavaquinho para iniciantes" em parceria com o Sesc Guarulhos.

## Discografia

### Álbuns
- O Som Que Vem Do Leste (Quarteto Pizindim) (2017)
- Divina Canção (Grupo Pegada de Gorila) (2019)
- Memorando (Quarteto Pizindim) (2021)

### Álbuns de outros artistas
- Berço do Samba de São Mateus (com Berço do Samba de São Mateus) (2009)

- Na Gafieira (com Thiago França) (2009)

- Nas Cordas de um Cavaquinho (com Grazzi Brasil) (2013)

- Agora, Eterno Presente (com Dolores Marques) (2014)

- Expressão Popular (com Delei Martins e Robson Capela) (2016)

- Cangalha (com Railidia) (2016)

- Terreiro de Vovó (com Thiago Nunes) (2018)

- As Vertentes do samba (com Grupo Vertentes do Samba) (2019)

- Pimenta e Tempero (com Grazzi Brasil) (2019)

- Tesouro que não paga (com Rodrigo Arandas) (2020)

- Familiaridad Valsas Brasileiras (com Rafael Esteves) (2020)

- Moleque do Bem (com Ton Marques) (2021)

- Chamada Geral (com Leandro Matos) (2021)

- Aprenda a Viver (Graça Braga e Quarteto Pizindim) (2021)

- Colcha de retalhos (com Marcos Santos) (2021)

- Cris (com Cris Bosch) (2021)

- Louco Amor (com Dri Lima) 2023

- Espalha Brasa: Zequinha de Abreu na Viola Caipira (com Caio de Souza Quarteto) (2023)

- Nei Lopes 80 anos (com Nei Lopes) (2023)